# حرف متور
حرف متور قرية تتبع ناحية عين الشرقية السورية وتقع على سلسلة الجبال الساحلية السورية من ريف اللاذقية و تطل على البحر المتوسط.